# لي يانغ
لي يانغ (بالصينية: 李楊) هو كاتب سيناريو ومخرج صيني، ولد في 1959 في شيان في الصين.

## وصلات خارجية
- لي يانغ على موقع أرشيف الشارخ.
- لي يانغ على موقع IMDb (الإنجليزية)
- لي يانغ على موقع ألو سيني (الفرنسية)
- لي يانغ على موقع أول موفي (الإنجليزية)
- لي يانغ على موقع قاعدة بيانات الفيلم (الإنجليزية)